# Howard 500
Le Howard 500 est un avion d'affaires produit dans les années 1960 aux États-Unis par la société Howard Aero Inc.

## Développement
Dans les années 1950-1960 la société Howard Aero Inc. se spécialisa dans la conversion d'avions militaires provenant de surplus de la Seconde Guerre mondiale, en avion d'affaires luxueux. Quelques Lockheed Lodestar et Hudson furent convertis. Si le fuselage était une création propre à la société, les panneaux d'aile extérieurs étaient des pièces provenant de surplus, les parties intérieures furent reconstruites à partir de plans originaux.

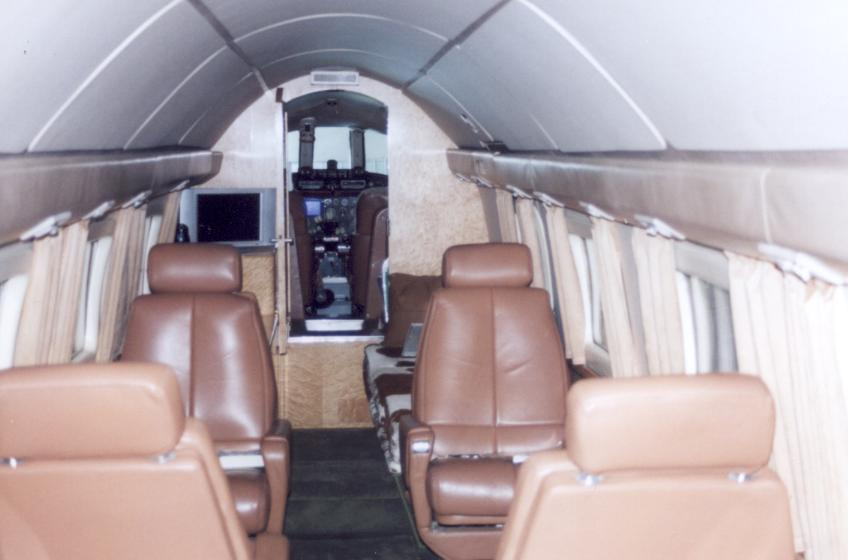
Vue de l'intérieur d'un Howard 500 préservé de nos jours

Malgré quelques airs de ressemblances avec le Lockheed Ventura, le fuselage fut créé spécialement pour permettre à l'avion une pressurisation. La motorisation choisie était plus puissante que le Ventura, le Pratt & Whitney R2800 du F-4U Corsair ainsi que des hélices quadripales de Douglas DC-7

## Production et commercialisation
Le prototype vola en Septembre 1959 et fut Homologué par les autorités en 1963, à cette date le marché de l'aviation d'affaire était dominé par les avions à turbopropulseurs. Malgré des performances équivalentes aux avions de l'époque (et quelques fois supérieures à ceux-ci) et un prix nettement inférieur, le Howard 500 ne réussit jamais a pénétrer le marché.

## Exploitation
L'appareil pouvait accueillir de 10 à 14 passagers avec pour chacun un vaste hublot, son rayon d'action augmenté et sa vitesse de croisière hors norme ne suffit pas à imposer l'avion. Si l'on prend en compte les spécifications d'origine du Howard 500, 17 exemplaires furent produits, une seconde série de cinq appareils différaient légèrement du standard d'origine et enfin une ultime série de huit appareils furent produits à partir d'une conversion de Lockheed PV2 Harpoon. Cet avion rapide fut même utilisé dans le cadre d'un trafic de drogue entre le Mexique et les États-Unis. Le Howard 500 à la particularité d'avoir une vitesse d'atterrissage plus rapide que certains avions de ligne, selon son propriétaire actuel.

## Survivants
Sur les trente exemplaires produits au total (incluant huit avions légèrement différents de fin de série). Deux exemplaires sont toujours en état de voler, plusieurs autres appareil ont, semble-t-il, survécut jusqu'à nous, notamment en Bolivie, en Arizona, aux Bahamas et au Mexique.
- 500-101 abandonné par des trafiquants de drogue aux Bahamas
- 500-105 en état de voler de nos jours
- 500-109 vu en 2006 à en attente de restauration sur l'aéroport de Anoka County-Blaine Airport (Minnesota)
- 500-110 épave en Louisiane
- 500-113 en état de voler de nos jours
- 500-114 toujours de nos jours sur l'aérodrome de Chandler en Arizona

## Caractéristiques générales
- Équipage : 2 pilotes
- Capacité : 19 passagers
- Longueur : 17,82 m
- Envergure : 21,44 m
- Hauteur : 4,11 m
- Surface Ailaire : 55,02 m2
- Poids à vide : 10 340 kg
- Poids brut : 15 875 kg
- Motorisation : 2 x Pratt & Whitney R-2800-CB17, 2 500 ch (1 870 kW) chacun

## Performances
- Vitesse maximale : 660 km/h
- Vitesse de croisière : 563 km/h
- Vitesse de décrochage : 166 km/h
- Rayon d'action : 4 185 km
- Plafond : 10 670 m
- Taux de montée : 13 m/s